# (36150) 1999 RE193
1999 RE193 (asteroide 36150) é um asteroide da cintura principal. Possui uma excentricidade de 0.09528090 e uma inclinação de 15.31720º.
Este asteroide foi descoberto no dia 13 de setembro de 1999 por LINEAR em Socorro.